# 愛的代價 愛情論
《愛的代價 愛情論》是台灣音樂人李宗盛的一張精選輯，於2004年8月發行。唱片收錄了李宗盛1986-2004年間創作的35首經典作品；由滾石唱片以3CD形式發行。

## 曲目
除特別註明曲目，其餘均由李宗盛作詞作曲。
CD1「爱情论Ⅰ 爱的代价」
1. 爱的代价
2. 我是真的爱你
3. 你像个孩子
4. 爱情少尉
5. 没有人知道
6. 我有话要说
7. 十七岁女生的温柔
8. 和自己赛跑的人
9. 如果你要离去
10. 听见有人叫你宝贝

CD2「爱情论Ⅱ 寂寞难耐」
1. 生命中的精灵
2. 寂寞难耐
3. 鬼迷心窍
4. 凡人歌
5. 希望
6. 远行
7. 风柜来的人（詞：謝材俊）
8. 小镇医生的故事
9. 油麻菜籽
10. 飞（詞：三毛）

CD3「爱情论Ⅲ 因为寂寞」
1. 因为寂寞 - 张艾嘉
2. 当爱已成往事 - 李宗盛/林忆莲
3. 阴天 - 莫文蔚
4. 最爱 - 潘越云（詞：鍾曉陽/張艾嘉）
5. 飘洋过海来看你 - 娃娃
6. 问 - 陈淑桦
7. 诱惑的街 - 林忆莲
8. 一夜长大 - 梁静茹（曲：許華強）
9. 伤心地铁 - 光良（曲：光良）
10. 两个女孩 - 莫文蔚（曲：小柯）
11. 当爱在靠近 - 刘若英（詞：潘協慶/李宗盛   曲：潘協慶）
12. 我一个人住 - 苏慧伦（詞：陳家麗）
13. 第三者 - 梁静茹（曲：黃韻仁）
14. 寂寞 - 万芳（曲：張洪量）
15. 领悟 - 辛晓琪